# Kan-on
Kan-on (漢音), littéralement, prononciation han, est la prononciation provenant de la dynastie Tang dans la prononciation phonétique on'yomi (音読み) des caractères chinois kanji (漢字) en japonais. Elle se distingue de la prononciation go-on (呉音), originaire de la famille des langues Wu (parlées à Shanghaï, ainsi que dans les provinces du Jiangsu et Zhejiang, ancien royaume de Wu), et de la prononciation tō-on (唐音), littéralement, prononciation Tang, importé des prononciations des dynasties Song et Ming.
L'autre famille de prononciation des kanji est la prononciation kun'yomi (訓読み) lit. prononciation sémantique, dont la sémantique chinoise est conservée, mais la prononciation d'origine japonaise est utilisée.